# Van Wolfswinkel
Van Wolfswinkel is een Nederlandse achternaam sinds 1711.

## Herkomst
De achternaam Van Wolfswinkel stamt uit het dorp van Renswoude. Van Wolfswinkel heeft zijn naam te danken aan de boerderij Klein Wolfswinkel, die als sinds 1321 deze naam droeg. Hij was verkocht aan de Baron Taets van Amerongen. Omstreeks 1920 ging de boerderij, die van het Saksische type was, door een brand verloren. Zowel aan het begin als aan het einde van de Tweede Wereldoorlog is de herbouwde boerderij zwaar beschadigd. In 1950 werd een nieuwe boerderij gebouwd aan de zuidzijde van de Utrechtse weg te Renswoude, tegen over restaurant "De Dennen".
Het geslacht ontleent zijn naam aan het goed Olde of Klein Wolfswinkel, dat leengoed was van het Huis Scherpenzeel. De stamvader Jan Arisz., die in het doopboek van Scherpenzeel in 1641 "de swarte Jan Arissen" wordt genoemd, woonde daar reeds in 1647 als pachter van de familie Snoy. Zijn kleinzoon Jan Arissen Swart verwierf het goed op 31 januari 1696 in eigendom. Zijn tweede zoon wordt in de beleningsakte van 18 augustus 1711 nog Breunis Jansen Swart genoemd, maar komt daarna voor als Breunis Jansen (van) Wolfswinkel. De boerderij bleef tot het midden van de 19de eeuw in het bezit van zijn nakomelingen, en is het sinds de belening van 14 maart 1797 in de vrouwelijke lijn in de families Van Huygenbos en Van Ravenhorst.

## Bijbehorend
De naamverschrijvingen zoals; Wolfswinkel, Wolswinkel, Vanwolfswinkel en Wolleswinkel behoren allemaal tot het nageslacht van Breunis Jansen (van) Wolfswinkel.

## Bekende personen
- Ricky van Wolfswinkel (geboren 1989), voetballer